# 리오넬 샤르보니에
리오넬 앙드레 미셸 샤르보니에(프랑스어: Lionel André Michel Charbonnier, 1966년 10월 25일, 푸아투-샤랑트 지방 푸아티에 ~)는 프랑스의 전 프로 축구 선수이자 축구 감독으로, 현역 시절 골키퍼로 활약했다. 은퇴 후, 그는 축구 감독이 되어 리가 프리메르 인도네시아의 아체 유나이티드를 별개 리그로 개편되기 전까지 맡았다.
샤르보니에는 오세르에서 활약하며 1995-96 시즌에 기 루 감독의 지도 하에 리그 1과 쿠프 드 프랑스를 우승했다. 1987년부터 1998년까지 오세르에서 11년을 보낸 그는 스코틀랜드의 레인저스로 이적해 1년차인 1998-99 시즌에 스코티시 프리미어리그, 스코티시컵, 그리고 스코티시 리그컵을 모두 석권하며 국내 3관왕을 달성했다. 레인저스는 샤르보니에의 2년차에 리그와 컵 연속 우승을 거두었다. 그는 2002년에 스위스 슈퍼리그의 로잔 스포르에서 1년을 보낸 뒤 은퇴했다.
샤르보니에는 프랑스 국가대표팀 경기에 32번 차출되었지만, 실제로 출전한 경우는 1997년에 딱 한 경기였다. 그는 안방에서 정상에 오른 1998년 월드컵 최종 명단에 이름을 올렸지만 한 경기도 출전하지 못했다.
그는 프랑스 해외령인 타히티의 U-20 대표팀 감독도 맡아 오세아니아 축구 연맹 주관 대륙 대회 우승을 거두었다. 샤르보니에의 타히티 U-20 대표팀은 이집트의 2009년 U-20 월드컵에 참가했는데, 이는 타히티가 출전한 최초의 세계 U-20 선수권 대회였다.

## 유년 시절
리오넬 앙드레 미셸 샤르보니에는 1966년 10월 25일, 푸아투-샤랑트 지방 푸아티에에서 출생했다.

## 클럽 경력

### 오세르
샤르보니에는 16년부터 오세르 훈련에 동참했다. 그는 쿠프 강바르델라(U-19 프랑스 전국 대회)를 2년 연속으로 제패했다. 1985년에는 몽펠리에를 3-0으로, 1986년에는 낭트와 0-0으로 비기고 승부차기로 제압했다. 샤르보니에는 오세르 초년에 대체로 후보로 활약했는데, 이는 1981년부터 굳건히 버티던 브뤼노 마르티니가 있었기 때문이었다. 샤르보니에가 치른 가장 중요한 1군 경기는 도르트문트와의 1992-93 시즌 UEFA컵 경기로, 서로 2-0씩 승리를 쟁취해 동률을 이루었고, 승부차기에서 오세르가 울었다.
마르티니가 1993-94 시즌 초에 중상을 당하면서, 샤르보니에가 1군 수문장으로 도약했고, 1994년 쿠프 드 프랑스 결승전에 올라 승리했다. 그는 기량으로 마르티니를 압도하며 1995년에 마르티니를 몽펠리에로 보내고, 주전으로 올라섰다. 1995-96 시즌, 오세르는 리그 1과 쿠프 드 프랑스를 동시에 석권했다.

### 레인저스
1998년 7월 16일, 월드컵 결승전 종료 4일 후, 그는 네덜란드인 감독 딕 아드보카트가 이끄는 레인저스와 £1.2M에 계약을 체결하고 이적했다. 샤르보니에는 등번호 1번을 받고 안티 니에미와 주전 수문장 자리를 놓고 경쟁했다. 그는 십자인대 부상을 당했지만, 시즌 내내 19번의 경기에 출전했는데, 이 중 11번의 경기는 레인저스가 우승한 스코티시 프리미어리그 경기였다. 1998년 12월에 슈테판 클로스가 입단하면서, 클로스가 곧바로 주전이 되었다.
1998-99 시즌 끝에 레인저스는 스코티시컵과 스코티시 리그컵을 포함해 국내 3관왕을 차지했다. 이듬해, 클로스는 샤르보니에와 니에미의 부재 와중에 굳건히 자리를 지켰다. 레인저스는 리그와 컵을 다시 제패했지만, 리그컵에서는 애버딘과의 8강 원정에서 0-1로 패퇴했다. 샤르보니에는 이 시즌에 11번의 경기에 출전했지만, 1999년 12월 이후로 출전한 경기는 없었다. 그는 마지막 레인저스 시즌에 4인자 골키퍼로서 단 1경기도 출전 못했다. 이와 대조되게 클로스는 47번, 덴마크 출신 예스페르 크리스티안센은 6번, 스코틀랜드의 마크 브론은 3번의 경기에 출전했다. 레인저스는 이 시즌을 빈손으로 마무리했는데, 리그에서는 셀틱에 밀려 준우승에 머물렀다. 샤르보니에는 계약이 시즌이 끝나고 만료되면서 아이브록스를 떠났다.

### 로잔 스포르
레인저스와의 계약이 만료되면서, 그는 스위스 1부 리그(당시 명칭은 나치오날리가 A)의 로잔 스포르에 입단했다. 로잔 스포르는 2001-02 시즌에 12개 구단들 중 11위로 마치며 라이선스가 박탈된 시옹(8위)과 루가노(3위)와 함께 강등되었다.

## 국가대표팀 경력
샤르보니에는 프랑스 국가대표팀 경기에 1번 출전했는데, 1997년 6월 11일, 파리 파르크 데 프랭스에서 열린 이탈리아와의 1997년 투르누아 드 프랑스 경기에 나섰고, 결과는 2-2 무승부였다. 그는 안방에서 열린 1998년 월드컵의 프랑스 국가대표팀 최종 명단에서 골키퍼 3명 안에 들었다. 파비앵 바르테즈가 이 대회 내내 선발로 출전해 샤르보니에가 골대 앞에 서지 못했다.

## 감독 경력

### 스타드 푸아트뱅과 상스
은퇴 얼마 후, 그는 2002년에 고향 연고의 스타드 푸아트뱅 감독을 맡았다. 그는 2004년에 고향 구단과 결별했다. 2005년, 그는 또다른 프랑스의 하부 리그 구단 상스를 지도했지만, 2007년에 해외 무대로 발을 돌리면서 떠났다.

### 타히티 U-20
2007년, 그는 타히티의 U-20 및 U-17 국가대표팀 감독을 겸임했다. 샤르보니에의 U-20 국가대표팀은 오세아니아 축구 연맹 대회 사상 첫 우승을 선사했다. 2009년, 그는 U-17 국가대표팀을 이끌고 같은 대륙 대회에서 결승까지 올랐고, U-20 국가대표팀을 이끌고 이집트에서 열린 2009년 U-20 월드컵에 참가했다. 타히티는 월드컵 본선에서 무득점으로 조 최하위로 떨어졌고, 스페인, 나이지리아, 그리고 베네수엘라에 연달아 패했다.
2009년 끝에 샤르보니에는 레날 트마리 타히티 연맹 회장과 불화를 빚었다. 둘은 샤르보니에의 상호 계약 해지로 결별했다.
2010년, 그는 유로스포츠의 자문 계약을 체결했고, 리가 프리메르 인도네시아의 아체 유나이티드의 감독직을 겸임했다.

## 수상

### 선수
레인저스
- 스코티시 프리미어리그: 1998–99

프랑스
- 월드컵: 1998년 FIFA 월드컵1998

### 감독
타히티 U-20
- 오세아니아 U-20 선수권 대회: 2008][10]

### 상훈
- 명예 기사 5등급 / 기사장: 1998[11]